# Мануел Аморос
Мануел Аморос (фр. Manuel Amoros; Ним, 1. фебруар 1962) бивши је француски фудбалер. Након завршетка играчке каријере постао је тренер.

## Клупска каријера
Фудбалску каријеру започео је у другом тиму Монака када је имао 17 година. Годину дана касније, прелази у први тим, постао је једна од легенди клуба. Играо је девет сезона за Монако, освојивши једну титулу и један француски куп. Прави успех постигао је са тимом Олимпика из Марсеља, са којим је освојио три првенства. У сезони 1990/91, играо је финале Купа европских шампиона против екипе Црвене звезде, а једини је промашио у пенал серији што је резултирало поразом Марсеља. Две године касније поново је Марсељ стигао до финала, овог пута против италијанског Милана, али је завршило победом француског тима.

## Репрезентација
За репрезентацију Француске дебитовао је 1982. године. За национални тим одиграо је 82 утакмице и постигао један гол. Учествовао је на четири велика првенства са репрезентацијом Француске. Био је европски првак 1984, бронзану медаљу има са Светског првенства 1986, такође је изабран у „идеални тим“ шампионата. На Светском купу 1982. Французи су изгубили меч за 3. место, а такође је учествовао на Европском првенству 1992. у Шведској.

## Тренер
У јуну 2010, Аморос је постављен за селектора националног тима острва Комори, који је тренирао до септембра 2010. У јануару 2012. именован је за новог тренера Бенина, заменивши Едмеа Коџу, а остао је на тој дужности до 2014.

## Трофеји

### Клуб
Монако
- Куп Француске: 1985.
- Лига 1: 1987/88.

Олимпик Марсељ
- Лига 1: 1989/90, 1990/91, 1991/92.
- Лига шампиона: 1993.

### Репрезентација
Француска
- Европско првенство: 1984.
- Светско првенство треће место: 1986.
- Светско првенство четврто место: 1982.

### Индивидуални
- Најбољи млади играч на Светском првенству: 1982.
- Onze d'Argent: 1984.
- Најбољи француски играч године: 1986.
- Идеални тим Светског првенства: 1986.
- FIFA XI: 1986.[6]
- Дрим тим поводом 110 година постојања Олимпика из Марсеља: 2010.[7]